# Kościół św. Wawrzyńca w Mławie
Kościół świętego Wawrzyńca w Mławie – rzymskokatolicki kościół filialny – przedpogrzebowy należący do dekanatu mławskiego diecezji płockiej. Znajduje się na terenie cmentarza parafialnego.
Świątynia została wybudowana w 1786 roku dzięki staraniom ówczesnych księży misjonarzy. Podczas wojen napoleońskich, w latach 1807–1815, została zamieniona na magazyn. W latach 1870–1886 odprawiane były w niej nabożeństwa przeniesione z kościoła św. Trójcy. Wielokrotnie była remontowana i odnawiana np. w 1961 roku.
Kościół jest murowany, otynkowany, reprezentuje styl późnobarokowy. Jest to budowla salowa, wzniesiona na planie prostokąta. Po bokach są umieszczone, wybudowane na planie kwadratu: kruchta i zakrystia. Wnętrze nakrywa drewniany strop. Zakrystia nakryta jest sklepieniem kolebkowo-krzyżowym. Okna znajdujące się w nawie, są zamknięte odcinkowo. Chór muzyczny podparty jest trzema arkadami. Dachy są dwuspadowe i pokryte dachówką.
Do wyposażenia budowli należą m.in.: obrazy świętych: św. Wojciecha, św. Wawrzyńca, Chrystusa ukrzyżowanego, pochodzące z trzeciego ćwierćwiecza XVIII wieku oraz marmurowe epitafia wykonane również w XVIII stuleciu.